# Kikuchiana
Kikuchiana är ett släkte av fjärilar. Kikuchiana ingår i familjen tandspinnare.
Kladogram enligt Catalogue of Life:
| Kikuchiana | \| \| Kikuchiana biarcuata \| \| \| \| \| \| Kikuchiana clothus \| \| \| \| \| \| Kikuchiana infuscata \| \| \| \| \| \| Kikuchiana trichosticha \| \| \| \| |
|            | \| \| Kikuchiana biarcuata \| \| \| \| \| \| Kikuchiana clothus \| \| \| \| \| \| Kikuchiana infuscata \| \| \| \| \| \| Kikuchiana trichosticha \| \| \| \| |
|            | Kikuchiana biarcuata |
|            | |
|            | Kikuchiana clothus |
|            | |
|            | Kikuchiana infuscata |
|            | |
|            | Kikuchiana trichosticha |
|            | |